# Stazione di Villefranche-sur-Saône
La stazione di Villefranche-sur-Saône (in francese gare de Villefranche-sur-Saône) è la principale stazione ferroviaria di Villefranche-sur-Saône, Francia.